# 29979 Wastyk
29979 Wastyk è un asteroide della fascia principale. Scoperto nel 1999, presenta un'orbita caratterizzata da un semiasse maggiore pari a 2,4479757 UA e da un'eccentricità di 0,0641915, inclinata di 6,23641° rispetto all'eclittica.